# Soi comme contexte
 (janvier 2024).
La mise en forme du texte ne suit pas les recommandations de Wikipédia : il faut le « wikifier ».
Les points d'amélioration suivants sont les cas les plus fréquents. Le détail des points à revoir est peut-être précisé sur la page de discussion.
- Les titres sont pré-formatés par le logiciel. Ils ne sont ni en capitales, ni en gras.
- Le texte ne doit pas être écrit en capitales (les noms de famille non plus), ni en gras, ni en italique, ni en « petit »…
- Le gras n'est utilisé que pour surligner le titre de l'article dans l'introduction, une seule fois.
- L'italique est rarement utilisé : mots en langue étrangère, titres d'œuvres, noms de bateaux, etc.
- Les citations ne sont pas en italique mais en corps de texte normal. Elles sont entourées par des guillemets français : « et ».
- Les listes à puces sont à éviter, des paragraphes rédigés étant largement préférés. Les tableaux sont à réserver à la présentation de données structurées (résultats, etc.).
- Les appels de note de bas de page (petits chiffres en exposant, introduits par l'outil «  Source ») sont à placer entre la fin de phrase et le point final[comme ça].
- Les liens internes (vers d'autres articles de Wikipédia) sont à choisir avec parcimonie. Créez des liens vers des articles approfondissant le sujet. Les termes génériques sans rapport avec le sujet sont à éviter, ainsi que les répétitions de liens vers un même terme.
- Les liens externes sont à placer uniquement dans une section « Liens externes », à la fin de l'article. Ces liens sont à choisir avec parcimonie suivant les règles définies. Si un lien sert de source à l'article, son insertion dans le texte est à faire par les notes de bas de page.
- La présentation des références doit suivre les conventions bibliographiques. Il est recommandé d'utiliser les modèles {{Ouvrage}}, {{Chapitre}}, {{Article}}, {{Lien web}} et/ou {{Bibliographie}}. Le mode d'édition visuel peut mettre en forme automatiquement les références.
- Insérer une infobox (cadre d'informations à droite) n'est pas obligatoire pour parachever la mise en page.

Pour une aide détaillée, merci de consulter Aide:Wikification.
Si vous pensez que ces points ont été résolus, vous pouvez retirer ce bandeau et améliorer la mise en forme d'un autre article.
 (janvier 2024).
Le soi comme contexte, un des principes fondamentaux de la thérapie d’acceptation et d’engagement (ACT), signifie que les gens ne sont pas le contenu de leurs pensées ou sentiments, mais plutôt la conscience qu’ils ressentent ou observent leurs pensées et leurs sentiments, Le soi comme contexte diffère du soi comme contenu, défini dans l'ACT comme les scripts sociaux que les gens maintiennent sur qui ils sont et comment ils fonctionnent dans la vie de tous les jours.

## Influence bouddhiste
Les pratiques bouddhistes de pleine conscience, associées au contextualisme fonctionnel, ont profondément influencé la formation de l'ACT et son concept de soi comme contexte L'approche s'appelait à l'origine la distanciation globale et a été développée à la fin des années 1980 par Steven C. Hayes, Kelly G. Wilson et Kirk Strosahl.

## Le soi comme contexte vs le soi comme contenu
Pour différencier le soi comme contexte du soi comme contenu, ACT présente le soi conceptuel (participant), le soi qui pense (observateur participant) et le soi observationnel (observateur),,,.

### Soi conceptuel
Le soi conceptuel est le soi comme contenu d'une personne. Un récit personnel, le soi conceptuel comprend des faits objectifs (nom, âge, sexe, contexte culturel, état civil, occupation, etc.), des détails subjectifs (goûts, dégoûts, espoirs, peurs et points forts et faibles perçus), des rôles sociaux (ami, conjoint, père, fils) et des rôles de genre (mère, père, fille, fils),. Quand une personne "soutient" son soi conceptuel à la légère, sa construction d'identité est adaptable, mais si une personne devient incapable de se différencier des règles et restrictions qui composent son soi conceptuel alors, selon ACT, ils peuvent se battre dans différents domaines de leur vie. Certains exemples incluent le fait de dire des choses comme "Je voudrais pouvoir, mais je ne suis pas le genre de personne à _____" ou "Je suis une personne forte, je n'ai pas besoin d'aide",.

### Le soi pensant
Le soi pensant est le monologue intérieur qui évalue, remet en question, juge, raisonne et rationalise activement un moment, une situation ou un comportement donné. La relation entre le participant et le participant-observateur est décrite dans The Happiness Trap (2007) de Russ Harris comme étant semblable à celle d'un acteur et d'un réalisateur :

« Out of an entire lifetime of experience—literally hundreds of thousands of hours of archival "film footage"—our thinking self selects a few dramatic memories, edits them together with some related judgments and opinions, and turns it into a powerful documentary, entitled "This Is Who I Am!" And the problem is, when we watch that documentary we forget that it's just a heavily edited video. Instead, we believe that we are that video! But in the same way that a documentary of Africa is not Africa, a documentary of you is not you. »

### Soi observationnel
Le soi observationnel est défini dans l’ACT comme un état transcendant de conscience de soi accessible par une prise de conscience consciente. Des exercices de défusion cognitive sont utilisés dans ACT pour montrer comment les pensées n'ont pas de pouvoir littéral sur l'action, augmentant ainsi la flexibilité mentale,. Si quelqu'un pense "Je suis le pire", par exemple, un exercice de défusion cognitive observerait "Je pense que je suis le pire". D'autres exercices qui montrent comment les pensées n'ont pas de pouvoir réel comprennent le fait de dire "Je ne peux pas marcher et parler" pendant qu'on marche et parle, ou dire "Je dois m'arrêter" tout en restant assis. De façon expérientiel, le soi observationnel est la partie de la conscience qui entend la voix intérieure et voit des images dans l'œil du mental. L’ACT présente l’idée que plus la personne pratique pour accéder à son soi observationnel, plus il est facile de percevoir les émotions dans son contexte situationnel, de rester mentalement flexible et de s’engager à évaluer l’action cohérente,,,,,.

## Ajouts au soi comme contenu

### Soi somatique
Le soi comme contenu comprend également le sens non verbal de soi expérimenté par des réponses physiologiques, notamment l'instinct, l'attraction, la répulsion et l'affect émotionnelle,. Dans ACT for Gender Identity: The Comprehensive Guide, Alex Costura différencie le soi somatique du soi qui pense et dit que la relation d'une personne avec son corps commence à se développer avant son monologue interne. Comme le genre est plus qu'une pensée, et l'identité est souvent décrite en termes "ressenti", le soi somatique explique le sens de "résonance" et de "dissonance", soit en attirant ou en repoussant les gens à certains aspects de genre et d'expression de genre. Contrairement au soi observationnel, qui est capable de prendre du recul et de voir le soi comme contexte, le soi somatique peut être aussi peu fiable que le soi pensant. Par exemple, lorsque la réponse physiologique de la peur est déclenchée dans des moments de sécurité, quand une personne est dans un état dissociatif, ou lorsque l'émotion d'une personne est incohérente avec le contenu de sa parole.

## Voir également
- Thérapie métacognitive
- Métacognition
- Théorie du cadre relationnel

## Lectures complémentaires
- Amit Bernstein, Yuval Hadash, Yael Lichtash, Galia Tanay, Kathrine Shepherd et David M. Fresco, « Decentering and related constructs: a critical review and metacognitive processes model », Perspectives on Psychological Science, vol. 10, no 5,‎ septembre 2015, p. 599–617 (PMID 26385999, PMCID 5103165, DOI 10.1177/1745691615594577)
- Amit Bernstein, Yuval Hadash et David M. Fresco, « Metacognitive processes model of decentering: emerging methods and insights », Current Opinion in Psychology, vol. 28,‎ août 2019, p. 245–251 (PMID 30908987, PMCID 7459352, DOI 10.1016/j.copsyc.2019.01.019, lire en ligne)